# Paratomapoderus nigrohumeratus
Paratomapoderus nigrohumeratus es una especie de coleóptero de la familia Attelabidae.

## Distribución geográfica
Habita en Malaui.